# Rakoto Frah
Philibert Rabezoza (1923 – 29 de setembro de 2001), mais conhecido pelo nome Rakoto Frah, foi um flautista e compositor de música tradicional do planalto central de Madagáscar. Nascido em 1923 perto da capital Antananarivo, numa família rural pobre, Rakoto Frah superou os desafios das suas origens desfavorecidas para se tornar no mais aclamado intérprete da flauta sodina do século XX, um dos instrumentos tradicionais mais antigos da ilha.
Através de frequentes concertos internacionais e actuações em festivais de música, promoveu a música das terras altas de Madagáscar e tornou-se um dos artistas malgaxes mais famosos, tanto em Madagáscar como no cenário musical mundial. Após ganhar reconhecimento regional pelas suas habilidades de sodina quando jovem, Rakoto Frah alcançou fama nacional em 1958 quando foi escolhido pelo presidente malgaxe Philibert Tsiranana para tocar sodina para o presidente francês em visita Charles de Gaulle. Este evento lançou a sua carreira como músico profissional. Ele tocou inicialmente em cerimónias tradicionais por todo o país, depois expandiu os seus espectáculos a partir de 1967 para incluir a participação em competições e festivais internacionais de música.
A sua popularidade diminuiu na década de 1970, mas passou por um renascimento que começou em meados da década de 1980 e continuou até à sua morte em 2001. Durante este período, Rakoto Frah gravou dez álbuns, tocou extensivamente em Madagáscar e no exterior, actuou em dois documentários franceses e colaborou com uma variedade de artistas internacionais e malgaxes.
Ao longo da sua carreira gravou mais de 800 composições originais. Rakoto Frah e a sua sodina foram retratados na nota malgaxe de 200 ariaris em homenagem ao seu papel fundamental na revitalização e popularização internacional da sodina. Apesar da aclamação mundial do artista, viveu de forma simples e morreu tendo ganhado pouco com a sua vida de músico. A sua morte foi amplamente lamentada e marcada por um funeral de estado e, em 2011, uma famadihana (a tradição funerária malgaxe de "viragem dos ossos") foi organizada para celebrar a vida do artista.

## Biografia

### Primeiros anos
Philibert Rabezoza nasceu em 1923 em Ankadinandriana, um subúrbio de Antananarivo.⁣ A sua mãe nasceu em Antananarivo e o seu pai, um pastor e fazendeiro de Fianarantsoa, já havia sido cantor na corte de Merina antes da colonização de Madagáscar em 1897. Ambos os pais de Philibert já tinham uma idade avançada no momento do seu nascimento e lutaram para cuidar do seu novo filho e dos seus seis irmãos e quatro irmãs. Quando ainda era criança Philibert ajudou a sua família a cuidar do gado e a cultivar o seu terreno. Nos seus primeiros anos recebeu o apelido de Rakoto por um irmão mais velho de mesmo nome.
Como muitos moradores das áreas rurais no centro de Madagáscar naquela época, os irmãos de Rakoto tocavam a sodina, um tubo tradicionalmente feito de bambu ou junco por onde se soprava, composto por três ou seis orifícios para os dedos e um orifício para o polegar. Um dos instrumentos musicais mais antigos e emblemáticos de Madagáscar, acredita-se que tenha chegado à ilha com os primeiros colonos de Bornéu há cerca de 2 mil anos e continua difundido por todo o planalto central. O jovem Rakoto começou a tocar sodina quando tinha sete anos. Ele aperfeiçoou as suas habilidades ao ouvir as actuações de sodina dos anciãos da aldeia, e três anos depois o menino formou um pequeno grupo musical chamado Ambohijatobe que actuava localmente em festas tradicionais. Durante este período Rakoto teve a oportunidade de participar numa competição musical da comunidade. Os seus concorrentes, que tocavam acordeões e violões, atiraram pedras em Rakoto quando ele se apresentou para tocar na sodina. Apesar de ter sido atingido no rosto, completou a sua actuação e foi premiado com o primeiro prémio. Em 1935 foi nomeado pelo governador local para representar o seu distrito num concurso musical nacional organizado pela autoridade colonial francesa no estádio Mahamasina, em Antananarivo. Nesse mesmo ano, Rakoto ficou órfão aos 12 anos, impedindo-o de prosseguir os estudos. Um francês contratou o menino para trabalhar como ajudante de padeiro até que atingisse a maioridade. Ao atingir a idade adulta, Rakoto deixou a padaria para se tornar um metalúrgico, enquanto continuava a tocar sodina em eventos musicais.

### Proeminência
A oportunidade de Rakoto para alcançar a fama nacional chegou com a visita, em 1958, do presidente francês Charles de Gaulle a Madagáscar. A visita ocorreu em conjunto com a dissolução do estatuto colonial e a nomeação de Philibert Tsiranana como primeiro-ministro, parte da transição da ilha para a independência total em 1960. Tsiranana já tinha visto o flautista em exibição e convidou Rakoto e o seu grupo de 18 músicos para acompanhar de Gaulle e executar composições tradicionais durante uma parte do passeio a pé do estadista francês pela capital de Antananarivo. Na sequência desta actuação, Rakoto dedicou-se a tempo inteiro à carreira musical, actuando regularmente em festas tradicionais da ilha. Tsiranana, que se tornou presidente de Madagáscar dois anos depois, foi o primeiro a referir-se ao artista como Rakoto Frah, nome que o músico usaria pelo resto da sua carreira.
O reconhecimento internacional de Rakoto Frah e da sua habilidade musical tradicional com a sodina começou com a sua primeira viagem ao exterior, tendo ido para a Argélia em 1967. O artista liderou uma trupe de 18 músicos malgaxes selecionados para representar os vários grupos étnicos da ilha no Festival Internacional de Argel. Entre os 80 concorrentes vindos de diversos países, a trupe de Rakoto Frah conquistou a medalha de ouro. Este sucesso foi seguido por digressões no Japão, Inglaterra, Estados Unidos, Índia, Alemanha, China, Noruega, Finlândia, Austrália e França, tornando-o um dos primeiros músicos a tocar música tradicional malgaxe em festivais de música e concertos fora de Madagáscar. Nessas digressões ele era frequentemente acompanhado por músicos de apoio sob o nome do grupo Orchester Nationale. Ao expor o público internacional a performances de sodina, Rakoto Frah promoveu o instrumento e a herança musical tradicional de Madagáscar em todo o mundo. O governo do presidente Tsirananana foi derrubado em 1972, e a estreita associação de Rakoto Frah com o impopular ex-chefe de Estado levou o artista a ser marginalizado na primeira metade do governo do seu sucessor, Didier Ratsiraka (1975–1993).

### Popularidade renovada
Em 1985, os produtores Ben Mandelson e Roger Armstrong visitaram Madagáscar em busca de artistas para gravar um álbum planeado de música malgaxe. Rakoto Frah logo chamou a atenção deles, e eles ofereceram-lhe um álbum completo da sua autoria. Duas das netas de Rakoto Frah forneceram os vocais para este álbum, intitulado Rakoto Frah: Flauta Mestre de Madagáscar. A partir de meados da década de 1980, Rakoto Frah desfrutou de uma renovação da sua popularidade, principalmente entre os jovens, muitos dos quais buscavam conectar-se com as tradições dos mais velhos. Além de gravar inúmeras faixas e álbuns próprios, o flautista muitas vezes aparecia como artista convidado em álbuns de outros artistas. Rakoto Frah voltou a ser um dos músicos mais famosos e respeitados dentro de Madagáscar, ficando ainda entre os artistas malgaxes mais reconhecidos no circuito da música mundial.
Rakoto Frah lançou uma série de álbuns e actuou internacionalmente ao longo da década de 1990. A compilação World Out of Time, gravada e produzida por David Lindley e Henry Kaiser em 1991, apresentou-o ao lado de uma variedade de outros artistas de diversos géneros musicais e instrumentos da ilha; duas outras compilações com Lindley e Kaiser seguiram-se em 1993 e 1994. Em 1994 Rakoto Frah actuou com o Malagasy All Stars na sua digressão pela Alemanha. No ano seguinte, ele experimentou um aumento adicional de destaque nacional e internacional como membro fundador do grupo Feo-Gasy, que também contou com o internacionalmente aclamado guitarrista e cantor e compositor malgaxe Erick Manana. Juntos, a banda gravou dois álbuns: Ramano em 1996 e Tsofy Rano em 1999. O guitarrista malgaxe Solo Razafindrakoto produziu Souffles de Vie de Rakoto Frah em 1998, e o último álbum de Rakoto Frah, Chants et danses en Imerina, foi lançado em outubro de 2000.
Apesar da sua popularidade, o artista ganhou muito pouco com a sua carreira musical. Isso deveu-se em parte pela fraca aplicação das leis de direitos autorais em Madagáscar, que permitiu que os lucros dos álbuns copiados ilegalmente fossem diretamente para os piratas. Ao longo da sua carreira como músico profissional viveu no bairro pobre de Anatihazo-Isotry, em Antananarivo com 30 membros da sua família. Lá, produziu instrumentos e deu aulas de sodina. Nos últimos anos da sua vida, Rakoto Frah tinha mais de 80 alunos num determinado momento. Ele também era uma fonte respeitada de aconselhamento no bairro e era frequentemente visitado por membros da comunidade em busca da sua sabedoria e conselhos. Quando estava em Madagáscar, o artista aceitava regularmente ofertas pagas para tocar sodina em eventos tradicionais como famadihana (a tradição funerária malgaxe de "viragem dos ossos"), cerimónias de circuncisão, casamentos, cerimónias de noivado e festivais tradicionais realizados para celebrar a primeira colheita de arroz do ano. Esses eventos podiam durar até sete dias, incluindo actuações durante a noite, e muitas vezes exigiam vários dias de viagem para chegar ao local. Rakoto Frah era um ávido fã de rugby, e ele e o seu grupo tocavam regularmente música de flauta e bateria nos jogos da seleção nacional A sua última actuação num festival internacional foi no Festival de Langon, realizado na França em agosto de 2001.
Rakoto Frah faleceu no dia 29 de setembro de 2001 no hospital Ravoahangy Andrianavalona de Antananarivo, após problemas cardíacos e uma infecção pulmonar. Nos dias que se seguiram à sua morte, o governo malgaxe organizou uma celebração pública em sua homenagem no estádio Mahamasina. O seu corpo foi colocado no túmulo da família na sua aldeia natal, Ankadinandriana, no dia 3 de outubro.

## Estilo
O talento de improviso de Rakoto Frah, a sua capacidade de adaptação à tradição de cada família e o seu domínio da flauta fizeram dele um dos músicos mais procurados para cerimónias tradicionais ... Ele é o elo da cultura malgaxe entre modernidade e tradição.

— Frank Tenaille, Music is the Weapon of the Future (2002)
Rakoto Frah executou peças tradicionais de vakindrazana e vazikoava para sodina, comummente ouvidas numa variedade de feriados e ritos nas terras altas centrais de Madagáscar. A música que acompanha as cerimónias de enterro famadihana do planalto central, por exemplo, é tipicamente executada por um conjunto de tocadores de sodina acompanhados pelo tambor de amponga. Essas actuações de sodina, que expressam a alegria de se reunir com os ancestrais, são muitas vezes competitivas. Mais de uma trupe pode estar presente na famadihana e reveza-se exibindo as suas habilidades musicais, com o rápido toque de notas destinado a inspirar a dança ao longo de todo o dia ou semana da celebração. A tradição artística rural do hira gasy é igualmente alegre, mas mais elaborada, mostrando a música, dança e habilidades de oratória de uma grande trupe que inclui vocalistas masculinos e femininos, bateria, sodina e uma variedade de instrumentos orquestrais, como clarinetes, trompetes e violinos.
Embora tenha adquirido o seu ao ouvir os anciãos a tocarem peças tradicionais, Rakoto Frah frequentemente executava variações personalizadas e interpretava as árias tradicionais de maneiras originais. Os temas abordados nas suas canções variavam de sérios a alegres e podiam tocar em momentos de preocupação social, diversos comportamentos e em descrições de lugares. Rakoto Frah usou tanto as flautas tradicionais quanto aquelas que ele mesmo criou usando diversos materiais disponíveis localmente. Estes incluíam flautas trabalhadas a partir de secções de bastões de esqui de metal, tubos de PVC e hastes de cortina de plástico. Nunca foi conhecido por ficar sem uma flauta e era amplamente respeitado pelo seu virtuosismo musical e pela sua bondade. Rakoto Frah descreveu a música como o elemento mais importante da sua vida, ainda mais importante para ele do que a sua própria família. Ao longo da sua carreira o artista produziu mais de 800 peças de música instrumental e vocal.
Várias colaborações entre Rakoto Frah e outros artistas internacionais foram gravadas. Rakoto Frah é destaque em faixas gravadas com Manu Dibango, artistas de jazz David Lindley e Henry Keizer, Kassav', e Ladysmith Black Mambazo, que ele conheceu enquanto actuava na Índia. Como um músico que tocava consoante o seu ouvido, participava numa actuação contínua ouvindo atentamente para determinar a tonalidade da música. O compositor americano e saxofonista de jazz Ornette Coleman descreveu Rakoto Frah como tendo "algumas das melhores capacidades de expressão de qualquer músico do mundo". Ele também foi citado como uma influência chave por Ian Anderson, o flautista e líder do grupo de rock britânico dos anos 1970 Jethro Tull. No encarte da compilação de 1991 A World Out of Time, os produtores David Lindley e Henry Kaiser expressaram a sua admiração pelo artista, afirmando: "Ele é um dos músicos e indivíduos mestres mais incríveis que já conhecemos. O seu domínio da sodina está num nível que você só pode comparar a grandes mestres instrumentais ocidentais como John Coltrane, Ornette Coleman, Billy Pigg ou Miles Davis. Rakoto Frah certamente parece saber coisas misteriosas sobre a composição de melodias que ninguém mais conhece." Artistas malgaxes contemporâneos que actuam em diversos géneros que vão do heavy metal e hip hop ao jazz e ao mangaliba tradicional citaram o mestre sodina como uma inspiração e lenda no panteão de figuras culturais malgaxes.

## Legado
O seu maior feito foi, sem dúvida, manter viva a tradição deste instrumento emblemático da Ilha Vermelha durante o período colonial e depois revitalizá-lo após a independência. A sua expressão graciosa, elegante, despojada e extremamente pura marcou todos os estilos musicais da ilha ...

— "Rakoto Frah", Afrisson (7 de maio de 2007)
Ao longo da sua vida Rakoto Frah foi homenageado por colegas artistas e pelo governo de Madagáscar, que lhe concedeu inúmeros prémios e comendas ao longo da sua carreira. O projeto para a nota de 1000 francos malgaxes (200 ariaris), impressa pela primeira vez pelo Banco Central em 1983, mostrava Rakoto Frah vestido com um tradicional chapéu de palha e lamba e a tocar sodina. Ele é o único artista a ter sido representado numa nota malgaxe. Segundo um representante do Banco Central, o artista foi selecionado por ser o mais representativo da identidade malgaxe. Após o design da nota Rakoto Frah ter sido descontinuado na década de 1990, tornou-se um item de colecionador raro avaliado em 2011 em mais de 100 mil ariaris, mais de 500 vezes o seu valor. O artista também foi convidado por cineastas internacionais para participar em dois filmes franceses: o documentário de Madagáscar L'Ile Rouge lançado em 1992 pelo diretor francês Jean-Michel Carré, e um documentário homónimo sobre o próprio artista, produzido pelo diretor Camille Marchand em 1997.
O legado de Rakoto Frah permanece forte mais de uma década após a sua morte. Em 2011, dez anos após a sua morte, uma série de eventos comemorativos foram organizados em Madagáscar para celebrar a sua vida e a sua música. Em maio de 2011 foi organizado um painel de discussão e debate em torno dos temas da cultura tradicional e do património. Em junho, uma missa católica e uma performance de meio-dia de hira gasy foram realizadas em sua homenagem, e uma exposição numa galeria ao longo de três dias foi organizada para comemorar a sua vida e obra. Espectáculos regionais foram organizados em Mahajanga e Toamasina pelo seu antigo grupo Feo Gasy, pelo grupo do seu filho Rakoto Frah Junior e pelo grupo musical tradicional Telofangady. O mês de setembro foi marcado pela inauguração de uma obra especialmente composta em sua homenagem e por um concerto de homenagem no estádio Mahamasina com artistas como Dama de Mahaleo, Ricky, Samoëla e Faly Ralanto, além de Telofangady, Rakoto Frah Junior e Feo Gasy. No dia 28 de outubro de 2011 o Ministério da Cultura renomeou uma rua da capital em sua homenagem.
Esses eventos culminaram numa famadihana que os amigos e familiares do artista organizaram para Rakoto Frah em Ambohijatobe, em Ankadinandriana. O evento, que contou com a presença de um ministro de estado e vários artistas como Rakoto Frah Junior e Haja Telofangady, incluiu apresentações de Fafah de Mahaleo, Faly, Ralanto, Ra-Jean Knack, Randrianasolo Raymond Zanany, Raozy Milalao de Toamasina e Solo Ra-Jean de Moramanga. De acordo com o costume, os restos mortais de Rakoto Frah (carinhosamente chamado de "Dadakoto" no seu círculo íntimo) foram removidos da campa para serem envoltos em mortalhas de seda fresca. Uma nova sodina foi colocada no pano para substituir a deteriorada originalmente enterrada com ele. O costumeiro prato varia be menaka (arroz cozido com azeite e carne de porco) foi servido e os músicos tocaram peças do género tradicional que o artista tantas vezes tocava nas cerimónias famadihana de outros.
Em novembro de 2012, vários filhos adultos de Rakoto Frah lançaram a iniciativa École Rakoto Frah Junior ("Escola Rakoto Frah Junior") para continuar o trabalho do artista como educador de sodina. A informal escola cultural deu aulas de toque de sodina para 50 alunos no centro comunitário no antigo bairro de Isotry do artista e concedeu certificados de conclusão a 31 graduados no dia 16 de dezembro, com planos de continuar a dar aulas outros grupos de tocadores de sodina.

## Discografia
| Título                                       | Lançamento | Gravadora                   | Faixas (duração) |
| -------------------------------------------- | ---------- | --------------------------- | ---------------- |
| Mestre de Flauta de Madagascar               | 1988       | Globestyle                  | 9 (49'45")       |
| A Arte de Rakoto Frah & Randafison Sylvestre | 1989/1992  | JVC                         | 6 (27'0")        |
| Um mundo fora do tempo                       | 1992       | Shanachie                   | 18 (65'52")      |
| Um Mundo Fora do Tempo. Volume 2             | 1993       | Shanachie                   | 17 (72'46")      |
| Um Mundo Fora do Tempo. Volume 3             | 1994       | Shanachie                   | 21 (79'17")      |
| Feo Gasy: Tsofy Rano                         | 1996       | Les Nuits Atypiques/Melodie | 12 (41'54")      |
| Suflê de Vida: Flauta Sodina                 | 1998       | Musikela                    | -- (--)          |
| Feo Gasy: Ramano                             | 1999       | Daqui                       | 12 (50'35")      |
| Madagascar: Cantos e Danças em Imerina       | 2000       | Árion                       | 13 (55'44")      |